# Psaliodes composita
Psaliodes composita är en fjärilsart som beskrevs av Paul Dognin 1911. Psaliodes composita ingår i släktet Psaliodes och familjen mätare. Inga underarter finns listade i Catalogue of Life.